# Sphaerolaimus cuneatus
Sphaerolaimus cuneatus is een rondwormensoort uit de familie van de Sphaerolaimidae. De wetenschappelijke naam van de soort is voor het eerst geldig gepubliceerd in 1929 door Paramonov.